# Youthquake (movimiento)

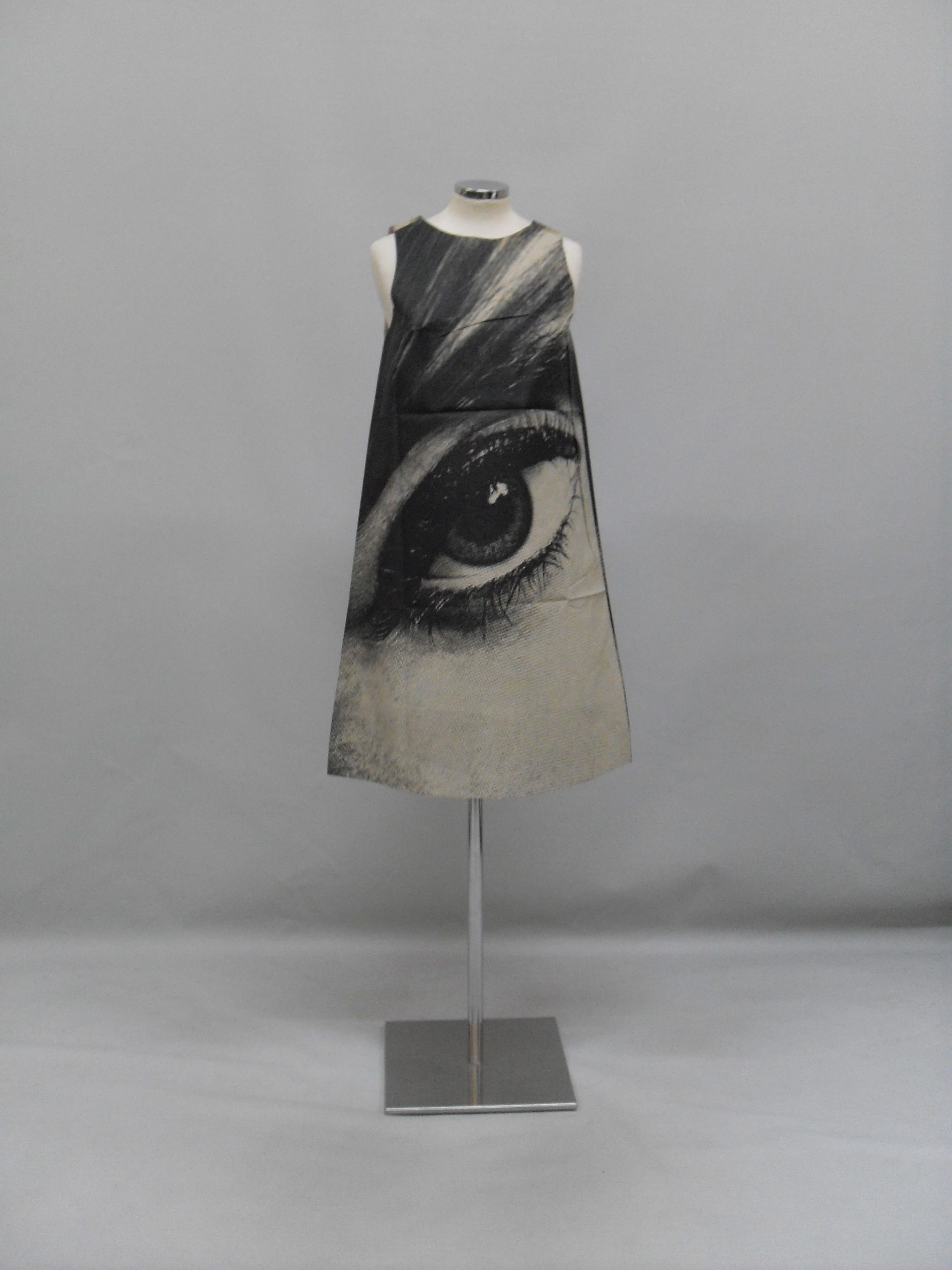
Vestido de papel

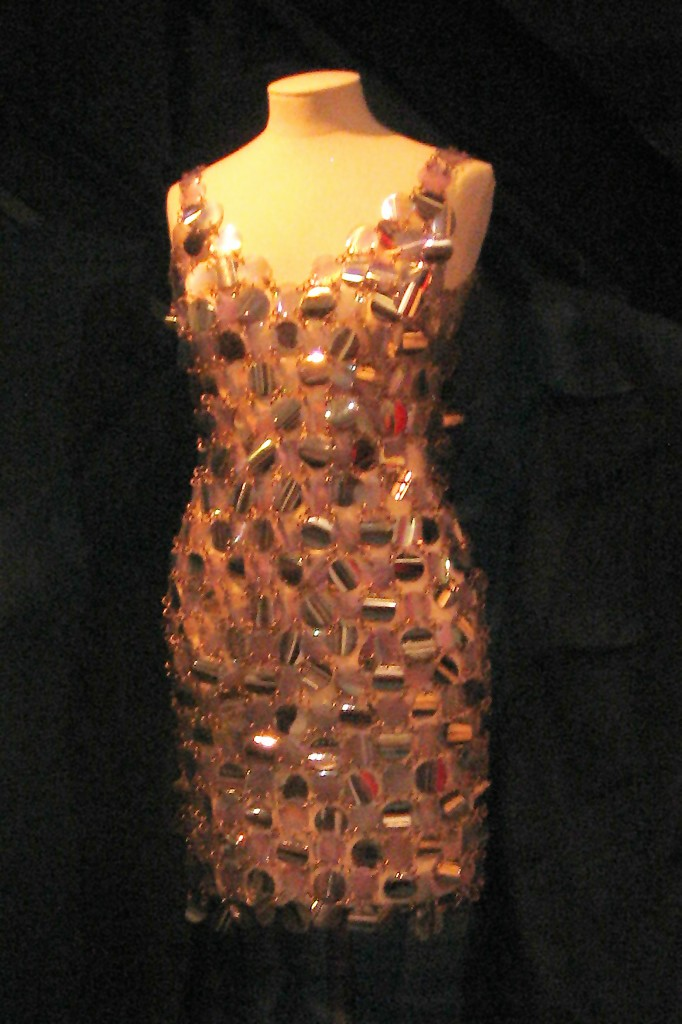
Vestido Paco Rabanne

Youthquake fue un movimiento cultural de la década de 1960. El término fue acuñado por la editora jefa de la revista Vogue, Diana Vreeland, en 1965. Youthquake involucró la música y la cultura pop y cambió el panorama de la industria de la moda. El movimiento se caracteriza por buscar en la cultura juvenil una fuente de inspiración, arrebatando el dominio a las casas de alta costura inglesas y parisinas.

## Aparición
Con el mercado masivo de los "baby boomers" llegando a la edad adulta, esta generación desafió las normas del pasado y tuvo éxito debido a su gran población. La independencia económica, sexual y social de las mujeres se considera un catalizador que hizo que muchos rechazaran la feminidad idealizada de los años cincuenta. En Inglaterra, la generación emergente estaba aburrida de los diseños conservadores de las casas de alta costura y, en cambio, recurría a las boutiques para reinventar su estilo. Esta era una época de la sociedad en la que los adolescentes podían explorar sus propias identidades y tenían la libertad de traspasar los límites debido a las condiciones posteriores a la Segunda Guerra Mundial. La boutique vio el comienzo de la industria del prêt-à-porter de Londres cuando la gente acudió en masa en busca de ropa producida en masa a un precio más bajo que sus predecesoras.
Mary Quant, a quien a menudo se le atribuye la invención de la minifalda, fue una líder en el movimiento boutique y atribuyó su principal fuente de inspiración al estilo callejero de la juventud. Las boutiques Biba, Bazaar y Paraphernalia albergaron talentos como Betsey Johnson y Emmanuelle Khanh y utilizaron la producción en masa para llenar sus tiendas con las últimas tendencias.  Estas boutiques fueron actores clave en Londres y Estados Unidos, ya que fueron las primeras en atender específicamente al mercado juvenil con un enfoque moderno: "ropa exhibida como arte en una galería, vendedoras jóvenes más geniales que tú y rock and roll a todo volumen desde los ponentes: tiendas que comercializaban ropa como parte de un estilo de vida delirantemente divertido".  Scott Paper Company aprovechó la producción en masa y creó vestidos camiseros desechables con su papel patentado Dura-Weave. La producción en masa le dio a Scott la capacidad de imprimir una variedad diversa de patrones llamativos y motivos inspirados en el arte pop que atraían al consumidor joven.
La moda de Youthquake era divertida, enérgica y juvenil: minifaldas, monos y siluetas de corte A en colores llamativos estaban de moda.  Tendencias como los estilos mod, Space Age e hippie nacieron de este fenómeno cultural. Las chicas del cartel de los jóvenes cuáqueros como Jean Shrimpton, Twiggy, Penelope Tree, Veruschka y Edie Sedgwick aparecían a menudo en la portada de revistas de moda como Vogue.   Iconos del pop como los Beatles y Jimi Hendrix también se utilizaron en publicidad para reforzar las tendencias de la moda e impulsar las ventas.

## En alta costura
Diseñadores de lujo como Andrè Courrèges e Yves Saint Laurent lanzaron colecciones de primavera con minifaldas a mediados de la década de 1960 con siluetas gráficas atrevidas y pantalones para todas las ocasiones. El "reconocimiento de Courrèges de la revolución lanzada por la generación más joven" revitalizó y preservó la alta costura "inyectando [sus] elementos en la Alta Costura".  Los diseñadores Paco Rabanne y Courrèges experimentaron con plásticos industriales y fibras metálicas para explorar la tendencia de la era espacial. Al final, muchas casas de alta costura abrieron boutiques con estilos prêt-à-porter. Por el contrario, casas como Balenciaga cerraron por completo sus puertas a la alta costura.

## Legado
El concepto de la teoría de la "burbuja", en la que las ideas y la inspiración se tomaban de la cultura de bajo contexto en lugar de la cultura de alto contexto que establecía los estándares, fue el impacto duradero del movimiento del terremoto juvenil. Otros legados fueron la minifalda, que simbolizaba la independencia y la liberación de la mujer de la época, y el traje pantalón que inspiró los looks de la década siguiente y redefinió la feminidad. Las formas casi andróginas y la estética de la tendencia de la era espacial provocaron la experimentación de la forma. El uso de íconos de la cultura pop en la publicidad de moda sentó un nuevo precedente para el marketing exitoso en el siglo XXI.
En diciembre de 2017, OxfordDictionaries.com declaró la palabra idiomática del año, observando que su uso se quintuplicó durante el año, particularmente en referencia al compromiso político de los jóvenes. 